# Vestra Klammerøya
Vestra Klammerøya ou simplement Klammerøya est une île norvégienne du comté de Hordaland appartenant administrativement à Bømlo.

## Description
Rocheuse et désertique, elle s'étend sur environ 430 m de longueur pour une largeur approximative de 206 m. 